# 1097年
| 千纪： | 2千纪 |
| 世纪： | 10世纪 \| 11世纪 \| 12世纪                                                                                     |
| 年代： | 1060年代 \| 1070年代 \| 1080年代 \| 1090年代 \| 1100年代 \| 1110年代 \| 1120年代                               |
| 年份： | 1092年 \| 1093年 \| 1094年 \| 1095年 \| 1096年 \| 1097年 \| 1098年 \| 1099年 \| 1100年 \| 1101年 \| 1102年     |
| 纪年： | 丁丑年（牛年）；辽寿昌三年；北宋紹聖四年；西夏天祐民安八年；大理明开元年；越南會豐六年；日本永長二年，承德元年 |

## 大事记
- 中國
  - 宋朝因為前一年西夏入寇而進行軍事報復，攻克西夏洪州、宥州、會州、青唐等地，環慶路兵馬鈐轄張存一度佔據鹽州，使西夏元氣大傷。
  - 李誡奉旨重修《營造法式》。
- 欧洲
  - 第一次十字军东征到达君士坦丁堡，數個月後佔領敘利亞首都安條克。
  - 英格蘭威廉二世开始在威斯敏斯特教堂附近兴建威斯敏斯特厅。
  - 基輔羅斯諸王公齊聚柳別奇，深刻譴責自己的罪刑，由於親族間的戰爭，導致外敵有機可趁，與會大公都發誓並親吻十字架，表示決定保持先人分配給個人的封邑，不互相攻擊和侵占其他親族的封邑。

## 出生
- 路爵三世，羅馬教宗（1185年去世，88岁）

## 逝世
- 文彥博，北宋政治家（1006年出生，91岁）